# Rijvers Festival
Rijvers is een jaarlijks vierdaags muziekfestival dat plaatsvindt in Zomergem, onderdeel van de gemeente Lievegem in België. Het festival kenmerkt zich door een breed muziekaanbod, aangevuld met tal van attracties en andere verrassingen op het festivalterrein.

## Geschiedenis
Het festival is ontstaan vanuit de zogenaamde Rijversfeesten die vanaf 1971 plaatsvonden in Zomergem. In 2009 stopte het toenmalige bestuur met de organisatie van deze feesten. Zeven jaar later werd, mede op initiatief van Frederik Verhasselt (toenmalig zaakvoerder van café De Scheve Zeven en De Brasserie), besloten om de feesten nieuw leven in te blazen onder de naam Rijvers Festival.
De eerste editie van het festival was in 2016. Vanwege de coronapandemie kende het festival in de jaren 2020 en 2021 een pauze.
In 2023 was het festivalterrein voorzien van een aantal attracties zoals een overdekte rolschaatsbaan met discomuziek, een Skyfall waarbij bezoekers van op 16 meter hoogte een vrije val konden maken, en een TikTok-podium waar men influencers en televisiepersoonlijkheden kon ontmoeten. De editie trok 40.000 bezoekers.
In de jaren daarop kende het festival een groei. In 2024 werd er een vijfde stage, de Loewe Hut, toegevoegd en sloot Rijvers het festivalweekend af met een recordaantal bezoekers: 50.000.
Eind 2024 kreeg het evenement met ‘Rijvers’ een nieuwe naam en een nieuw logo.
Anno 2025 bestaat Rijvers uit zes stages (met de komst van de stage 'Go For Lease Disco Stage'). 

## Artiesten
De volgende artiesten en groepen hebben opgetreden op Rijvers:
- Clouseau
- De Kreuners
- Bart Peeters
- Coely
- Niels Destadsbader
- Natalia
- Snelle
- Absynthe Minded
- Raymond van het Groenewoud
- Lil’ Kleine
- Compact Disk Dummies
- De Mens
- Metejoor
- Camille
- Kraantje Pappie
- Gers Pardoel
- School is Cool
- Laura Tesoro
- Regi
- Amber Broos
- Flip Kowlier
- Intergalactic Lovers
- Yves Deruyter
- Céline Dept
- K3
- Pommelien Thijs
- Joost Klein
- Suzan & Freek
- Goldband
- Merol
- Meau

## Stages
Rijvers bestaat uit zes stages waar meer dan honderd artiesten optreden gedurende vier dagen:
- Stars Stage: pop, Nederlandstalig
- Love Stage: (alternatieve) rock
- Beats Stage: dance muziek
- TikTok Stage: meet and greet met TV-persoonlijkheden, influencers en BV's
- Loewe Hut: après-ski en partymuziek
- Disco Stage: disco